# Sztum
Sztum (Duits: Stuhm) is een stad in het Poolse woiwodschap Pommeren, gelegen in de powiat Sztumski. De oppervlakte bedraagt 4,59 km², het inwonertal 10.141 (2005).

## Verkeer en vervoer
- Station Sztum

## Geboren
- Magda Balsam (20 September 1996), handbalster